# L'avventuriera del piano di sopra
Pour plus de détails, voir Fiche technique et Distribution.
L'avventuriera del piano di sopra est un film italien de téléphones blancs réalisé par Raffaello Matarazzo, sorti en 1941.

## Synopsis
En 1940, dans une petite ville de l'Italie, Fabrizio Marchini, un jeune et brillant avocat marié à une femme très jalouse, reçoit un soir la visite d'une voisine séduisante et en détresse, Biancamaria. Elle vit au dernier étage de son immeuble et elle lui explique que son mari, fou de jalousie, a menacé de la brutaliser. Son épouse étant partie dans sa famille, Fabrizio lui propose de l'héberger ce qu'elle accepte. Il lui suggère de dormir dans sa chambre et il tente de la séduire. En vain. Le lendemain matin, à son réveil, il s’aperçoit qu'elle lui a volé des diamants...

## Fiche technique
- Titre : L'avventuriera del piano di sopra
- Réalisation : Raffaello Matarazzo
- Scénario : Edoardo Anton et Riccardo Freda
- Décors et costumes : Veniero Colasanti
- Pays de production :  Royaume d'Italie
- Genre : Comédie
- Durée : 80 minutes
- Date de sortie :
  - Italie : 21 octobre 1941
  - Espagne : 29 mai 1945

## Distribution

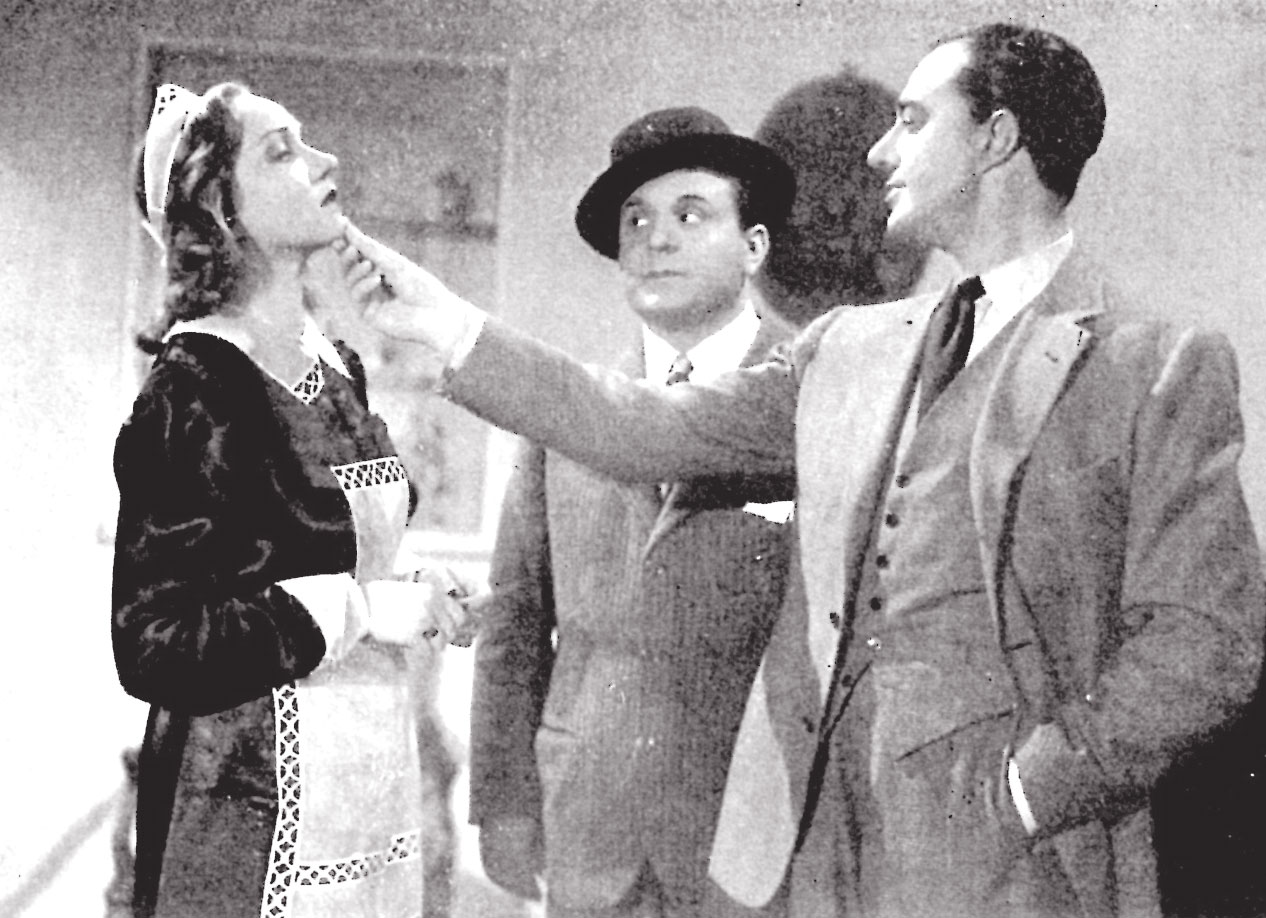
Jucci Kellermann, Carlo Campanini et Vittorio De Sica.

- Vittorio De Sica : Fabrizio Marchini
- Clara Calamai : Biancamaria
- Giuditta Rissone : Clara Marchini
- Olga Vittoria Gentilli
- Camillo Pilotto : Rossi
- Carlo Campanini : Arturo
- Ernesto Almirante
- Jucci Kellermann (it)

## Remake
Giorgio Bianchi a réalisé un remake de ce film en 1955 avec Bonsoir Maître (Buonanotte... avvocato) dont le premier rôle est interprété par Alberto Sordi.